# Zian
Tizian «Zian» Hugenschmidt (* 30. September 1993) ist ein Schweizer Musiker aus Basel.

## Leben
Hugenschmidt wuchs in Basel auf, wo er als Trommler bei der Basler Fasnacht mitwirkte. Später folgten die Instrumente Schlagzeug, Klavier und Gitarre, die er sich alle selbst beigebracht hat.
Hugenschmidt absolvierte nach seinem Schulabschluss eine Ausbildung zum Glasapparatebauer. Er spricht fliessend Schweizerdeutsch, Deutsch und Englisch.

## Diskografie

### Alben
| Jahr | Titel                            | Höchstplatzierung, Gesamtwochen, AuszeichnungChartsChartplatzierungen (Jahr, Titel, Platzierungen, Wochen, Auszeichnungen, Anmerkungen) | Anmerkungen                            |
| Jahr | Titel                            | CH | Anmerkungen                            |
| ---- | -------------------------------- | --- | -------------------------------------- |
| 2022 | Burden Sony Music Entertainment  | CH2 (15 Wo.)CH | Erstveröffentlichung: 28. Januar 2022  |
| 2024 | Silence Sony Music Entertainment | CH3 (3 Wo.)CH | Erstveröffentlichung: 25. Oktober 2024 |

### Singles
| Jahr | Titel Album      | Höchstplatzierung, Gesamtwochen, AuszeichnungChartsChartplatzierungen (Jahr, Titel, Album, Platzierungen, Wochen, Auszeichnungen, Anmerkungen) | Anmerkungen                                                |
| Jahr | Titel Album      | CH | Anmerkungen                                                |
| ---- | ---------------- | --- | ---------------------------------------------------------- |
| 2020 | Show You Burden  | CH26 Platin · (21 Wo.)CH | Erstveröffentlichung: 9. Oktober 2020 Verkäufe: + 20.000   |
| 2021 | Old Again Burden | CH75 Gold · (2 Wo.)CH | Erstveröffentlichung: 12. November 2021 Verkäufe: + 10.000 |

Weitere Singles
- 2021: Grateful (CH: Gold)
- 2021: See The Light
- 2022: We Need Time
- 2022: Life Of Lies
- 2023: Wasteland
- 2024: For You

## Auszeichnungen und Nominierungen
| Jahr | Auszeichnung        | Kategorie                     | Für      | Resultat  | Ref.  |
| ---- | ------------------- | ----------------------------- | -------- | --------- | ----- |
| 2021 | Energy Music Awards | Schweizer Künstler des Jahres | ZIAN     | Gewonnen  | [ 3 ] |
| 2022 | Swiss Music Awards  | Best Male Act                 | ZIAN     | Nominiert | [ 4 ] |
| 2022 | Swiss Music Awards  | Best Crushing Newcomer        | ZIAN     | Gewonnen  | [ 4 ] |
| 2022 | Swiss Music Awards  | Best Hit                      | Show You | Nominiert | [ 4 ] |
| 2023 | Pop Awards          | Emerging Artist of the Year   | ZIAN     | Nominiert | [ 5 ] |
| 2023 | Swiss Music Awards  | Best Male Act                 | ZIAN     | Gewonnen  | [ 6 ] |